# Michiko Kakutani
Michiko Kakutani (角谷 美智子), född 9 januari 1955 i New Haven, Connecticut, USA, är en amerikansk Pulitzerprisvinnande kritiker för The New York Times, och anses vara en av USA:s ledande litteraturkritiker.
Hon har varit litteraturkritiker på New York Times sedan 1983, och är välkänd för sina bokrecensioner där hon har riktat skarp kritik mot många framstående författare - vilket har lett till både uppmärksamhet, och emellanåt, kritik. Dessutom har hon skrivit recensioner där hon utgett sig för att vara film- eller bokkaraktärer, såsom Brian Griffin, Austin Powers, Holden Caulfield, Elle Woods från Legally Blonde, och Truman Capotes Holly Golightly från Frukost på Tiffany's.
Salman Rushdie har kallat henne "en konstig kvinna som verkar känna behov av att ömsom hylla, ömsom smiska till." I en intervju med Rolling Stone 2005 kritiserade Norman Mailer henne som en "kvinnlig kamikaze" som "föraktar vita manliga författare" och avsiktligt "publicerar din recension två veckor innan publicering. Hon förkastar den bara för att skada försäljningssiffrorna och skämma ut författaren." Han fortsatte med att säga att New York Times utgivare var "livrädda" för Kakutani, och oförmögna att avskeda henne eftersom hon är "en galning, en asiat, en feminist". Jonathan Franzen kallade henne New Yorks mest korkade person, och en "internationell pinsamhet".

## Utmärkelser
- 1998: Pulitzerpriset för kritik[5]